# Calvario del Cristo de la Encina

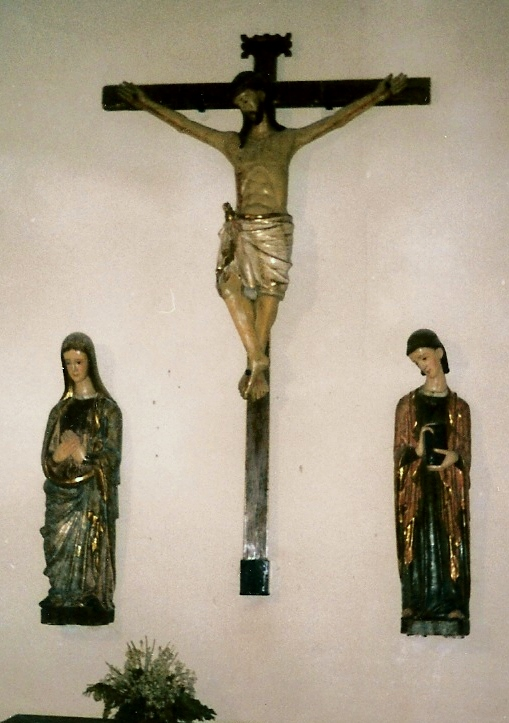
Calvario del Cristo de la Encina, de estilo bizantino.

El Calvario del Cristo de la Encina es un conjunto escultórico de autor anónimo, realizado en madera policromada hacia el año 1300, en el periodo gótico aunque siguiendo el estilo bizantino.
Se conserva en la iglesia de San Andrés de la villa segoviana de Cuéllar, en Castilla y León, aunque procede de la desaparecida ermita del Cristo de la Encina, que se ubicaba en término de Cuéllar.
El Cristo de la Encina es una advocación con gran devoción a lo largo de la historia. Es un ejemplar algo arcaizante que ofrece el esquema iconográfico habitual en este tipo de piezas: presenta tórax plano y brazos extendidos por encima de la horizontal, y el paño de pureza se anuda en la derecha con abundantes pliegues. Los rostros de la Virgen y San Juan, levemente inclinados, muestran una dulzura compasiva ante la imagen de Cristo Crucificado. Está realizado en madera policromada, la imagen de Cristo Crucificado mide casi dos metros y las de la Virgen y San Juan alcanzan el 1,60m.
Es una pieza artística de gran valor, considerada como una de las mejores piezas del patrimonio de la Iglesia en Castilla y León, y presidió la exposición de Las Edades del Hombre titulada “El arte en la Iglesia de Castilla y León”, celebrada en Valladolid en 1988-1989. A causa de ello, fue restaurado en su totalidad.